# 龍穏寺
龍穏寺（りゅうおんじ）は、埼玉県入間郡越生町にある曹洞宗の寺院。山号は長昌山（ちょうしょうさん）。室町時代より曹洞宗の僧録司として知られる。
江戸時代初頭には徳川家康より関三刹に任命。3,947寺（1635年時点）の寺院を統治し、曹洞宗の宗政を司った。境内には太田道真（父）・太田道灌（子）の墓所がある。

## 歴史

### 創建から中世
807年（大同2年） - 龍穏寺の基礎となった寺院が建立される。当時の名称・規模は不明。羅漢と称する旅の僧が建立したとの伝承があり、現在も門前に羅漢山という名称が残っている。現在地より数百メートル東南の「堂沢」（現：「道沢」に比定）に建立された。
9世紀から15世紀  - 近隣の霊場・黒山三滝や秩父・三峰山の影響もあり、天台宗系の修験道に属した。この頃の名称は瑞雲山長昌寺。

### 曹洞宗改宗
1430年（永享2年） - 室町幕府6代将軍・足利義教が開基となり、上杉持朝が再建立。開山には無極慧徹が招かれ、曹洞宗に改められた。
1472年（文明4年）  - 太田道灌・道真により中興され、堂宇が建てられる。
1504年（永正元年）  - 第五世住職・雲崗舜徳が寺を現在地に移し、名称を長昌山龍穏寺と改める。この出来事が龍神伝説の原形となったと思われる。（後述）
1590年（天正18年） - 豊臣秀吉より、寺領100石の朱印状を受ける。

### 江戸時代
1612年（慶長17年）  - 徳川家康より天下大僧録に任命され、下野国・大中寺（栃木県栃木市）、下総国・總寧寺（千葉県市川市）と共に関三刹となる。これは寺数の多い曹洞宗を江戸幕府が統治するための役職で、上記3寺が全国約15,000寺・20,000人の僧侶を分割統治した。
また、関三刹は江戸幕府の本末制度政策の一環であり、従来の寺院制度との間に混乱が見られるようになる（雑学事件、補陀寺-龍穏寺争論など）。
1646年（寛永13年）  - 江戸幕府寺社奉行の諮問席に任命され、10万石の格式を与えられる。
1660年（万治3年）  - 第22世住職・鉄心御洲が曹洞宗の大本山・永平寺（福井県永平寺町）の貫首となる。
これ以降、永平寺の貫首は江戸幕府が関三刹の住職より選び、任命する制度が確立する。また、大本山と関三刹の権威が並立し、安定するようになる。
1678年（延宝6年）  - 麻布本村町・御薬園（現：南麻布・薬園坂付近）に約600坪の宿寺を建て、住職は江戸に在住し職務を行うようになる。
1752年（宝暦2年）  - 火災により、建造物を焼失する。
1841年（天保12年）  - 建造物が再建される。七堂伽藍が建立され、学寮が発達した。多数の修行僧が在住し小永平寺と呼ばれるようになる。

### 明治維新後
1913年（大正2年）  - 再度火災に遭い、学寮などを焼失する。山門・経蔵・熊野神社などは火災を免れ、有形文化財として現在に残る。

### 太田家との関係

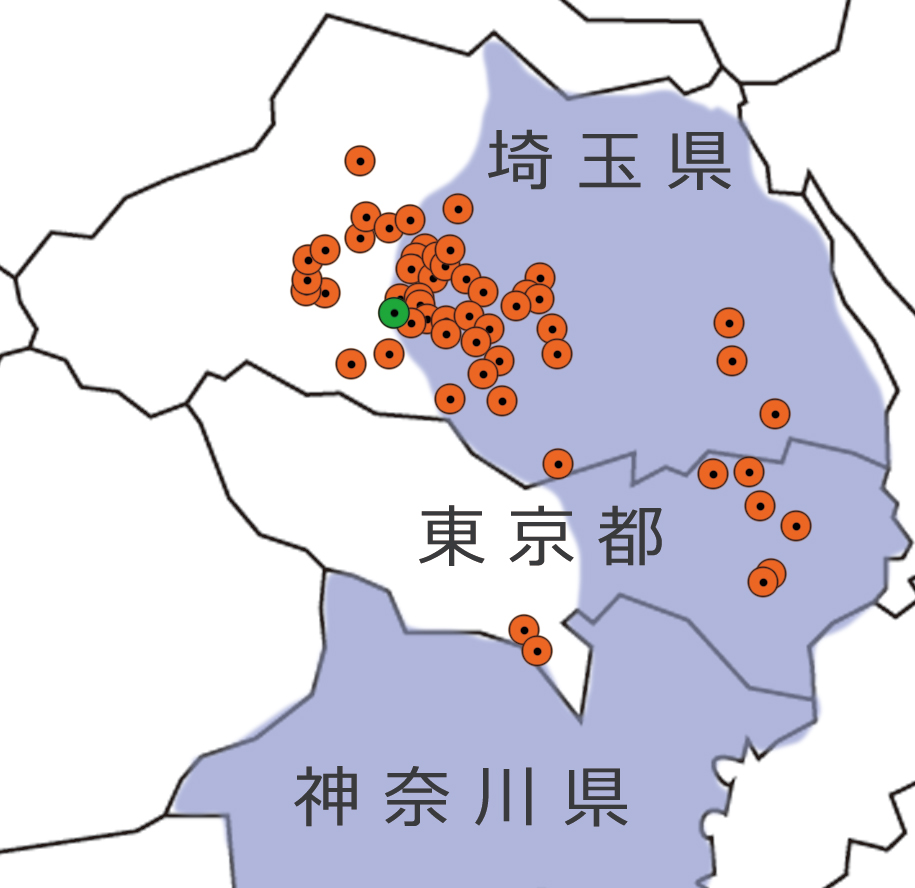
扇谷上杉家の所領（15世紀中頃）と
龍穏寺の末寺（現在）の概要図

15世紀頃の越生は扇谷上杉家の所領の境界付近に位置し、合戦の最前線でもあった。そのため、扇谷上杉家の家宰（重臣）であった太田家が駐留し、太田道真は砦を龍穏寺の境内に築いていた（山枝庵砦）。
当時は仏教と民衆が密接に関係しあっていたため、太田家（もしくは主君・扇谷上杉家）は曹洞宗を布教し、統治の助けにしたものと思われ、龍穏寺は布教の中心として機能していたと思われる。その傍証として、龍穏寺の末寺の多くは、扇谷上杉家の勢力範囲と重なる地域に点在しており、その多くは15世紀中頃から16世紀初頭に開山されている。この時期は太田家・扇谷上杉家が勢力を延ばしていた時期と重なる。
『新編武蔵風土記稿』、埼玉県教育委員会などによれば龍穏寺の開山は1430年だが、実質的には1472年の太田道灌・太田道真の手によるものと推定される。道灌・道真の帰依していた泰叟妙康（第3世住職）が実質的な開山住職であり、直系の師である無極慧徹・月江正文の名をそれぞれ第一世・第二世に据えたものとされる（ただし、これは当時の寺院としてはごく一般的なことである）。
道真は越生町で死去し、その墓所は龍穏寺境内にある。また分骨された道灌の墓所も同所にあり、太田家との関係性がうかがえる。
その後、太田家は後北条家に仕え、後北条家が滅びると江戸に入った徳川家康に取り立てられる。太田家は関東で名の知れた名門であり、在来の武将を取り立てたのは関東に基盤を持たない家康の統治政策の一旦であった。また、江戸城を築城したのが太田道灌であったことも理由の一つであると考えられる。やがて太田家からは
- 英勝院  - 太田道灌4代の子孫。徳川家康の側室。家康の寵愛を受け、幕府内に重きを成した。
- 太田資宗  - 太田道灌5代の子孫。徳川家光の側近「六人衆」の一人であり、後の若年寄の元となる。

などが出て、遠江国浜松藩3万5000石まで登りつめる。子孫は幕府の要職を歴任し、老中（資愛、資始）も出し、明治維新後には子爵となった。この系統の血縁関係は諸説あるが（詳細は各項を参照）、いずれにせよ「資」の通字を使う太田家が幕府の要職に就いていたのは間違いがなく、その高名な祖先、太田資長（道灌）・太田資清（道真）と縁の深い龍穏寺が、関三刹に推挙された遠因となっている。

### 山口伊豆守重信の墓

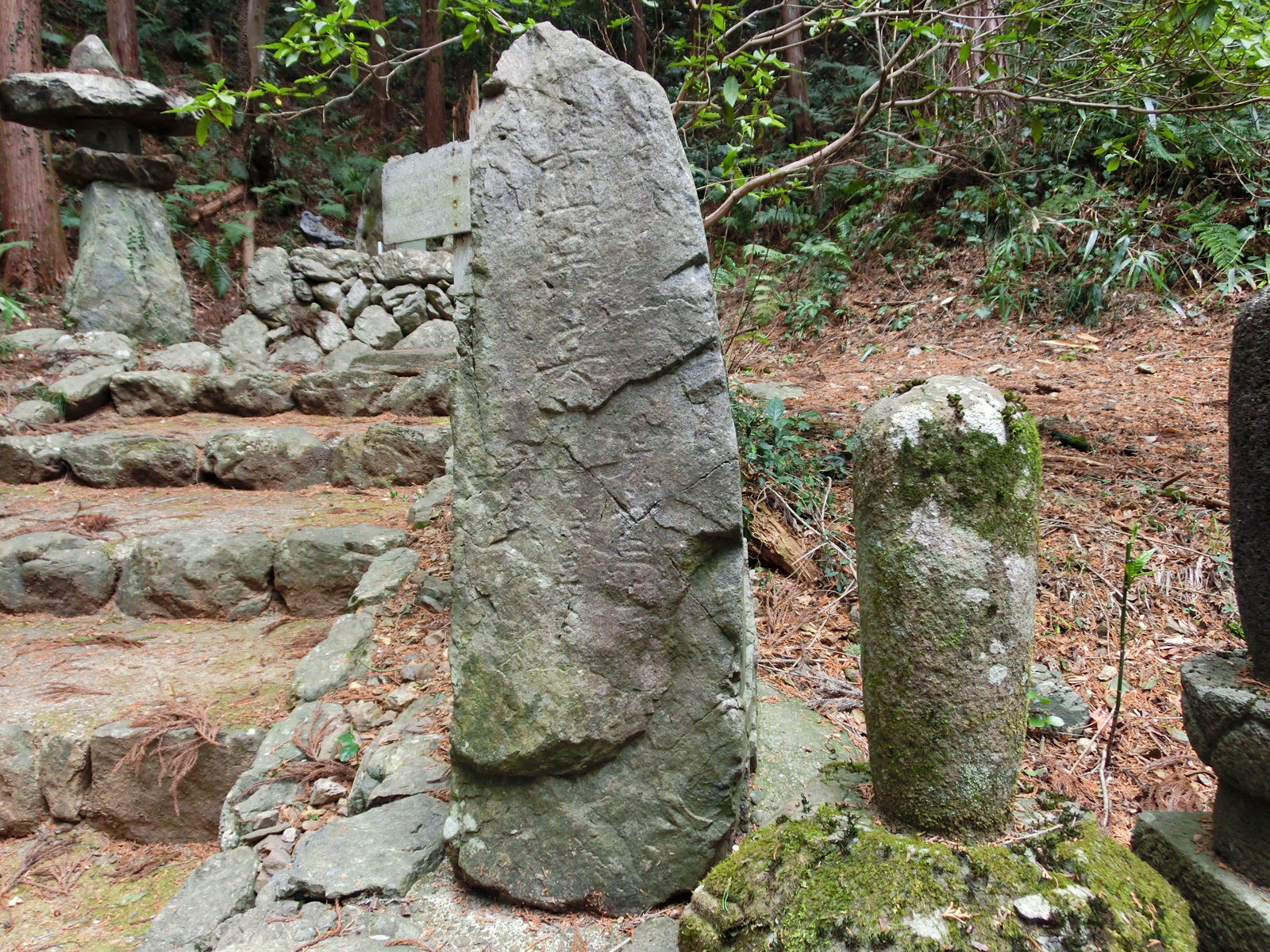
山口重信の墓(龍穏寺境内)

江戸時代初期、大久保忠隣の失脚事件（大久保長安事件）に巻き込まれた山口重信の墓が境内にある。山口家は上総国・武蔵国・下野国に1万5000石を持つ大名であったが、1613年（慶長18年）、（当主）山口重政の（嫡男）山口重信の婚姻が、無許可であるとして幕府に咎められた。この婚姻の相手が、当時幕府で権勢を誇っていた大久保忠隣の養女であり、この事件の裏には大久保忠隣の政敵であった本多正信がいるとも、徳川家康がいるとされる。ただし、それを証明する明確な資料は存在しない。いずれにせよ、この事件をきっかけに大久保忠隣は失脚。山口重政・重信親子は改易され、龍穏寺に蟄居する。
重政の山口家再興にかける執念は凄まじく、翌年に大坂の陣が始まると、徳川家康に対して「自らが豊臣氏に与した後、豊臣秀頼を暗殺するのでその代償として御家再興を許してほしい」と進言している。しかし、これは家康によって拒絶された。そこで、1614年（慶長19年）、大坂冬の陣に伴い戦功を立てようと父子共に大坂に向かうが、箱根の関所で止められたため龍穏寺に引き返す。龍穏寺に戻った重政は、重信に関所の通過が容易な商人の扮装をさせ、東山道経由で大坂に赴かせる。しかしこの時、既に大坂の陣の和議が成立していたため、重信は再び龍穏寺へ引き返した。
そして1615年（慶長20年）、大阪夏の陣ではついに参戦を許され、井伊直孝の軍に属して若江の戦いへ赴く。山口親子は御家再興のため奮戦し、重信は敵5騎を討ち取る活躍を見せたが、木村重成に討ち取られ（享年26歳）、弟・重克も戦死した。しかしこの戦いの戦功もあり、重政は1628年（寛永5年）、常陸国牛久藩1万5千石の大名に返り咲き、さらに奏者番に任じられた。
以上の経緯は江戸時代には既に知られていたようで、1830年（文政13年）成立の『新編武蔵風土記稿』には
| 原文 | こゝに又山口周防守重政なるもの當寺に居りしと云…一萬五千石を領せしが、同十八年故有て罪を得、當郡越生の庄龍穏寺に隠居り 同一九年大阪御陣の時、重政其子伊豆守重信を携へ、ひそかに其役にをもむかんとして、箱根の關に至るとき、關守是を通さず 依て又龍穏寺にかへり、重信を商人の體に粧ひ立て出せしが、已に御和睦調しかば重信又當所にかへりしとあり されば山口父子當寺に寓居せしこと疑ひなけれど、住僧に問ふにつまびらかならず                                   |
| 意訳 | 山口周防守重政という者が、当寺に居たという。1万5000石を所領していたが、慶長18年、訳あって有罪となり、龍穏寺に蟄居していた。 同19年、大阪の役の時、重政はその子・伊豆守重信を携え、密かに大阪へ向かった。しかし箱根の関守がこれを通さなかったので 龍穏寺へ戻り、今度は重信を商人の恰好に扮装させ送り出したが、既に和睦が成っていたので、重信は戻って来た、とあり 山口父子が当寺に居た事に疑いは無いが、住職にこの話を聞いても、詳細は明らかにならなかった。 |

と書かれている。この話の真偽は長らく不明であったが、1998年（平成10年）になって越生町教育委員会の発掘調査により、重信の墓が境内の石垣の基礎石となった状態で発見された。この墓は重信の三回忌の年に父・重政が建てた事が判明し、自然石をそのまま利用した質素な作りの墓となっている。これは、墓が作られた時点で重政がまだ蟄居中であったためと推測されている。

### 龍神伝説
龍穏寺には、以下のような伝承がある。
| 伝承(1) |
| --- |
| - 現在の龍穏寺が建っている場所には、深い淵があった。そこには龍が住み、人々はこれを恐れていた。 - 第五世住職の雲崗舜徳がこれを退治すると、淵から水があふれ平地となった。 - 人々はこの平地を開墾し寺を移転した。またその時、寺名を龍穏寺と改めた。 |

このベースとなる伝承に付随して「太田道灌が雲崗舜徳を招いた」「龍退治の後、雲崗舜徳が住職となった」「龍は有馬山（埼玉県飯能市）に逃れ、大池を作った」「龍は龍神となり、雨乞いをすると有馬山より飛来して雨を降らした」などの逸話がある。また、この伝承は（この類の伝承としては比較的珍しく）成立の年が複数の史料に明記されている。ただし、1439年（龍穏寺縁起）だと〈太田道灌：7歳、雲崗舜徳：1歳〉、1504年（新編武蔵風土記稿）だと〈太田道灌：死去、雲崗舜徳：既に他寺の住職〉となり、いずれも成立しない。そこでこれら複数の史料を統合すると、ほぼ明確な史実としては下記のものが挙げられる。
- 15世紀後半頃までには、寺が曹洞宗に改まった。
- 第五世住職・雲崗舜徳の就任に前後して、寺が現在地に移築された。
- 太田道灌・太田道真は雲崗舜徳に帰依（師事）していた。
- 何らかの龍退治の伝説が存在していた。

このことから、龍穏寺の改宗・移築に際して、新興勢力であった曹洞宗が在来の伝承を取り込み、地域に溶け込んでいった過程で成立した伝承だと推測される。

## 文化財
墓所
- 太田道灌の墓(分骨)
- 太田道真の墓
- 山口重信の墓
- 桑原翠邦の墓

建造物
- 山門(町指定有形文化財)
- 熊野神社(町指定有形文化財)
- 経蔵(県指定有形文化財)
- 鐘楼と銅鐘(県指定有形文化財)

その他
- 本堂天井の書(桑原翠邦による書)

## 自然
- 龍穏寺の着生植物群[9](セッコク)(県指定天然記念物)

## 交通アクセス
- 関越自動車道
  - 鶴ヶ島ICより　車35分
  - 東松山ICより　車30分
  - 坂戸西スマートインターチェンジより　車35分
- 東武東上線越生支線・JR八高線　越生駅西口から、川越観光バス黒山ゆき「上大満」バス停より徒歩25分